# Vrijeme (album)
Vrijeme je drugi kompilacijski album skupine Time. Album je izšel leta 2000 pri poljski založbi Wydawnictwo 21. Vrijeme vsebuje vseh pet skladb s prvega albuma Time, dva singla in dva živa posnetka. 

## Seznam skladb
Vse skladbe je napisal Dado Topić, razen, kjer je posebej napisano.
| Št. | Naslov | Dolžina |
| --- | --- | ------- |
| 1.  | „Istina mašina [The Real Machine]‟                                                                         | 4:40    |
| 2.  | „Pjesma No. 3 [Song No. 3]‟                                                                                | 5:54    |
| 3.  | „Hegedupa Upa‟                                                                                             | 4:57    |
| 4.  | „Kralj Alkohol [The Alcohol King]‟ (Alberto Krasnić/Dado Topić)                                            | 7:22    |
| 5.  | „Za koji život treba da se rodim [For What Life Should I Be Born]‟ (Dado Topić/arr. Vedran Božić)          | 10:05   |
| 6.  | „Reci ciganko, što mi u dlanu piše [Tell Me Gypsy, What Is Written On My Palm]‟                            | 6:12    |
| 7.  | „Makedonija [Macedonia]‟                                                                                   | 4:55    |
| 8.  | „Za koji život treba da se rodim [For What Life Should I Be Born] (v živo)‟ (Dado Topić/arr. Vedran Božić) | 13:07   |
| 9.  | „Reci ciganko, što mi u dlanu piše [Tell Me Gypsy, What Is Written On My Palm] (v živo)‟                   | 9:21    |

## Zasedba

### Time
- Dado Topić – vokal, akustična kitara (3), bas (3)
- Tihomir Pop Asanović – Hammond orgle
- Ratko Divjak – bobni, konge (3)
- Vedran Božić – kitara, vokal
- Mario Mavrin – bas kitara
- Brane Lambert Živković – klavir, flavta, el. klavir

### Gost
- Dabi Lukač – Moog, Mellotron (3)